# Colpomorpha orthomeris
Colpomorpha orthomeris är en fjärilsart som beskrevs av Edward Meyrick 1929. Colpomorpha orthomeris ingår i släktet Colpomorpha och familjen praktmalar, Oecophoridae. Inga underarter finns listade i Catalogue of Life.